# Massa da Terra
A massa da Terra (ME ou MTerra, onde 🜨 é o símbolo astronômico padrão para o planeta Terra) é a unidade de massa igual à da Terra. A melhor estimativa atual para a massa da Terra é MTerra = 5.9722×1024 kg, com uma incerteza padrão de 6×1020 kg (incerteza relativa de 10−4). O valor recomendado em 1976 era (5.9742±0.0036)×1024 kg. É equivalente a uma densidade média de 5515 kg.m−3.
A massa da Terra é uma unidade padrão de massa na astronomia usada para indicar as massas de outros planetas, incluindo planetas terrestres rochosos e exoplanetas. Uma massa solar está perto de 333.000 massas da Terra. A massa da Terra exclui a massa da Lua. A massa da Lua é cerca de 1.2% da massa da Terra, de modo que a massa do sistema Terra+Lua é próxima a 6.0456×1024 kg.
A maior parte da massa é representada por ferro e oxigênio (cerca de 32% cada), magnésio e silício (cerca de 15% cada), cálcio, alumínio e níquel (cerca de 1.5% cada).
A medição precisa da massa da Terra é difícil, pois equivale a medir a constante gravitacional, que é a constante física fundamental conhecida com menor precisão, devido à fraqueza relativa da força gravitacional. A massa da Terra foi medida pela primeira vez com alguma precisão (cerca de 20% do valor correto) no Experimento de Schiehallion na década de 1770, e 1% do valor atual no Experimento de Cavendish de 1798.

## Unidade de massa na astronomia
A massa da Terra é estimada em:
{\displaystyle M_{\oplus }=(5.9722\;\pm \;0.0006)\times 10^{24}\;\mathrm {kg} },
que pode ser expresso em termos de massa solar como:
{\displaystyle M_{\oplus }={\frac {1}{332\;946.0487\;\pm \;0.0007}}\;\mathrm {M_{\odot }} \approx 3.003\times 10^{-6}\;\mathrm {M_{\odot }} }.
A relação entre a massa da Terra e a massa lunar foi medida com grande precisão. A melhor estimativa atual é:
{\displaystyle M_{\oplus }/M_{L}=81.3005678\;\pm \;0.0000027}
| Objeto        | massa da Terra MTerra | Ref           |
| ------------- | --------------------- | ------------- |
| Lua           | 0.0123000371(4)       | [ 4 ]         |
| Sol           | 332946.0487±0.0007    | [ 2 ]         |
| Mercúrio      | 0.0553                | [ 6 ]         |
| Vênus         | 0.815                 | [ 6 ]         |
| Terra         | 1                     | Por definição |
| Marte         | 0.107                 | [ 6 ]         |
| Júpiter       | 317.8                 | [ 6 ]         |
| Saturno       | 95.2                  | [ 6 ]         |
| Urano         | 14.5                  | [ 6 ]         |
| Netuno        | 17.1                  | [ 6 ]         |
| Plutão        | 0.0025                | [ 6 ]         |
| Éris          | 0.0027                |               |
| Gliese 667 Cc | 3.8                   | [ 7 ]         |
| Kepler-442b   | 1.0 – 8.2             | [ 8 ]         |

O produto GMTerra para a Terra é chamado de constante gravitacional geocêntrica e é igual a (398600441.8±0.8)×106 m3 s−2. É determinado usando dados de alcance de laser de satélites em órbita da Terra, como LAGEOS-1. O produto GMTerra também pode ser calculado observando o movimento da Lua ou o período de um pêndulo em várias elevações.
A incerteza relativa da constante gravitacional geocêntrica é apenas 2×10−9, ou seja, 50000 vezes menor do que a incerteza relativa para o própria MTerra. A MTerra pode ser encontrada apenas dividindo o produto GMTerra por G, e G é conhecido apenas por uma incerteza relativa de 4.6×10−5 (valor recomendado do NIST de 2014), então MTerra terá a mesma incerteza na melhor das hipóteses. Por esta e outras razões, os astrônomos preferem usar o produto GMTerra não reduzido, ou proporções de massa (massas expressas em unidades de massa da Terra ou massa solar) em vez da massa em quilogramas ao fazer referência e comparar objetos planetários.

## Composição
A densidade da Terra varia consideravelmente, entre menos de 2700 kg⋅m−3 na crosta superior e até 13000 kg⋅m−3 no núcleo interno. O núcleo da Terra é responsável por 15% do volume da Terra, mas mais de 30% da massa, o manto por 84% do volume e perto de 70% da massa, enquanto a crosta responde por menos de 1% da massa. Cerca de 90% da massa da Terra é composta de liga de ferro-níquel (95% ferro) no núcleo (30%), e os dióxidos de silício (c. 33%) e óxido de magnésio (c. 27%) no manto e a crosta. As contribuições menores são de óxido de ferro(II) (5%), óxido de alumínio (3%), óxido de cálcio (2%), além de vários outros elementos (em termos elementares: ferro e oxigênio c. 32% cada, magnésio e silício c. 15% cada, cálcio, alumínio e níquel c. 1.5% cada). O carbono é responsável por 0.03%, a água por 0.02% e a atmosfera por cerca de uma parte por milhão.

## História da medição

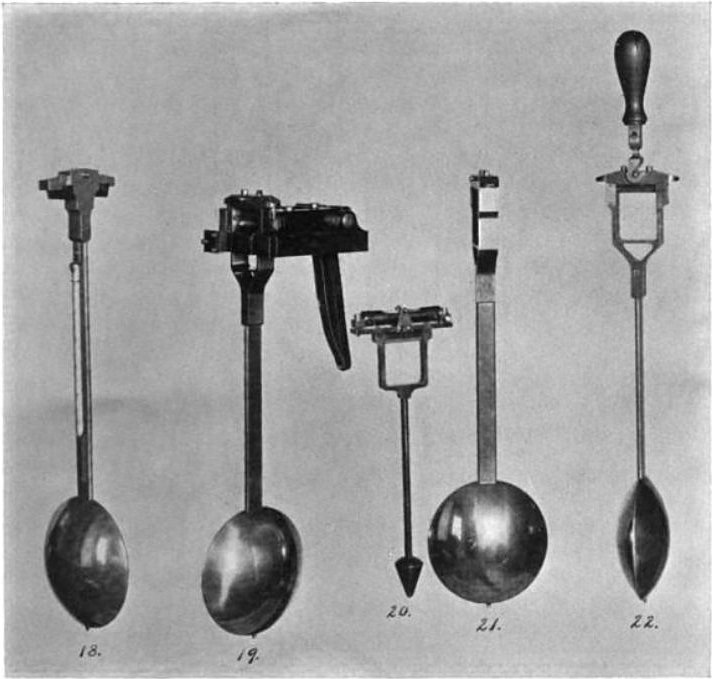
Pêndulos usados em aparelhos gravimétricos de Mendenhall, de 1897, jornal cientifico. O gravímetro portátil desenvolvido em 1890 por Thomas Corwin Mendenhall forneceu as medições relativas mais precisas do campo gravitacional local da Terra

A massa da Terra é medida indiretamente pela determinação de outras quantidades, como densidade, gravidade ou constante gravitacional da Terra. A primeira medição no Experimento de Schiehallion de 1770 resultou em um valor cerca de 20% abaixo. O Experimento de Cavendish de 1798 encontrou o valor correto dentro de 1%. A incerteza foi reduzida para cerca de 0.2% na década de 1890, para 0.1% em 1930.
A figura da Terra é conhecida por mais de quatro dígitos significativos desde 1960 (WGS66), de modo que, desde aquela época, a incerteza da massa da Terra é determinada essencialmente pela incerteza na medição da constante gravitacional. A incerteza relativa foi citada em 0.06% na década de 1970, e em 0.01% (10−4) na década de 2000. A incerteza relativa atual de 10−4 equivale a 6×1020 kg em termos absolutos, da ordem da massa de um planeta menor (70% da massa de Ceres).

### Estimativas iniciais
Antes da medição direta da constante gravitacional, as estimativas da massa da Terra limitavam-se a estimar a densidade média da Terra a partir da observação da crosta e estimativas do volume da Terra. As estimativas sobre o volume da Terra no século XVII foram baseadas em uma estimativa de circunferência de 97 km ao grau de latitude, correspondendo a um raio de 5.500 km (86% do raio real da Terra de cerca de 6.371 km), resultando em um volume estimado de cerca de um terço menor do que o valor correto.
A densidade média da Terra não era conhecida com precisão. Presumiu-se que a Terra consistia principalmente de água (Neptunismo) ou principalmente de rocha ígnea (Plutonismo), ambos sugerindo densidades médias muito baixas, consistentes com uma massa total da ordem de 1024 kg. Isaac Newton estimou, sem acesso a medições confiáveis, que a densidade da Terra seria cinco ou seis vezes maior que a densidade da água, o que é surpreendentemente preciso (o valor atual é 5.515). Newton subestimou o volume da Terra em cerca de 30%, de modo que sua estimativa seria aproximadamente equivalente a (4.2±0.5)×1024 kg.
No século XVIII, o conhecimento da lei da gravitação universal de Newton permitia estimativas indiretas da densidade média da Terra, por meio de estimativas (o que na terminologia atual é conhecido como) a constante gravitacional. As primeiras estimativas da densidade média da Terra foram feitas observando-se a ligeira deflexão de um pêndulo perto de uma montanha, como no Experimento de Schiehallion. Newton considerou o experimento em Principia, mas concluiu pessimisticamente que o efeito seria muito pequeno para ser mensurável.
Uma expedição de 1737 a 1740 de Pierre Bouguer e Charles Marie de La Condamine tentou determinar a densidade da Terra medindo o período de um pêndulo (e, portanto, a força da gravidade) em função da elevação. Os experimentos foram realizados no Equador e no Peru, no vulcão Pichincha e no monte Chimborazo. Bouguer escreveu em um artigo de 1749 que eles foram capazes de detectar uma deflexão de 8 segundos do arco, a precisão não era suficiente para uma estimativa definitiva da densidade média da Terra, mas Bouguer afirmou que era pelo menos suficiente para provar que a Terra não era oca.

### Experimento de Schiehallion
Uma nova tentativa deveria ser feita no experimento foi proposto à Royal Society em 1772 por Nevil Maskelyne, Astrônomo Real Britânico. Ele sugeriu que o experimento "honraria a nação onde foi feito" e propôs Whernside em Yorkshire ou Blencathra-Skiddaw em Cumberland como alvos adequados. A Royal Society formou o Comitê de Atração para considerar o assunto, nomeando Maskelyne, Joseph Banks e Benjamin Franklin entre seus membros. O Comitê despachou o astrônomo e topógrafo Charles Mason para encontrar uma montanha adequada.
Depois de uma longa busca no verão de 1773, Mason relatou que o melhor candidato era Schiehallion, um pico nas Terras Altas escocesas centrais. A montanha ficava isolada de quaisquer colinas próximas, o que reduziria sua influência gravitacional, e sua crista simétrica leste-oeste simplificaria os cálculos. Suas encostas íngremes ao norte e ao sul permitiriam que o experimento fosse localizado próximo ao seu centro de massa, maximizando o efeito de deflexão. Nevil Maskelyne, Charles Hutton e Reuben Burrow realizaram o experimento, concluído em 1776. Hutton (1778) relatou que a densidade média da Terra foi estimada em {\displaystyle {\tfrac {9}{5}}} a da montanha Schiehallion. Isso corresponde a uma densidade média cerca de 41⁄2 maior do que a da água (ou seja, cerca de 4.5 g/cm3), cerca de 20% abaixo do valor moderno, mas ainda significativamente maior do que a densidade média da rocha normal, sugerindo pela primeira vez que o interior da Terra pode ser substancialmente composto de metal. Hutton estimou que essa porção metálica ocupasse cerca de 20⁄31 (ou 65%) do diâmetro da Terra (valor atual de 55%). Com um valor para a densidade média da Terra, Hutton foi capaz de definir alguns valores para as tabelas planetárias de Jérôme Lalande, que anteriormente só eram capazes de expressar as densidades dos principais objetos do Sistema Solar em termos relativos.

### Experimento de Cavendish
Henry Cavendish (1798) foi o primeiro a tentar medir a atração gravitacional entre dois corpos diretamente no laboratório. A massa da Terra poderia ser encontrada combinando duas equações; Segunda lei de Newton e lei da gravitação universal de Newton.
Na notação atual, a massa da Terra é derivada da constante gravitacional e o raio médio da Terra por
{\displaystyle M_{\oplus }={\frac {GM_{\oplus }}{G}}={\frac {gR_{\oplus }^{2}}{G}}.}
Onde a gravidade da Terra, "pequeno g", está
{\displaystyle g=G{\frac {M_{\oplus }}{R_{\oplus }^{2}}}}.
Cavendish encontrou uma densidade média de 5.45 g/cm3, cerca de 1% abaixo do valor atual.

### Século XIX

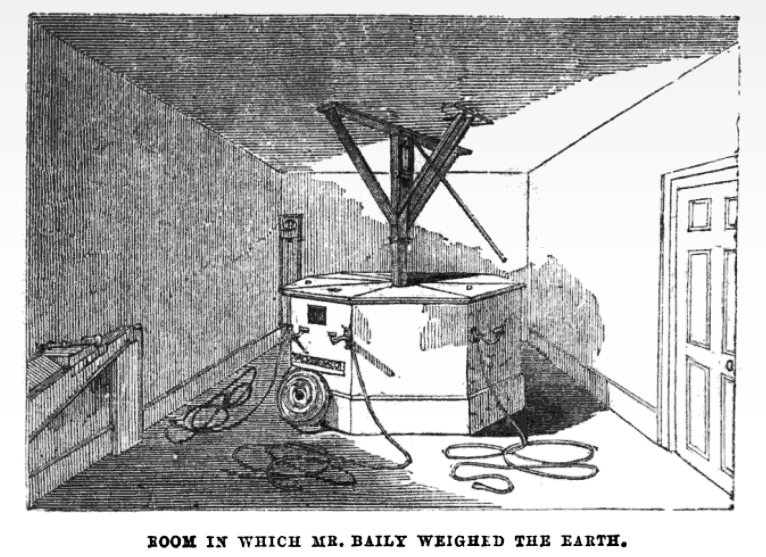
Configuração experimental por Francis Baily e Henry Foster para determinar a densidade da Terra usando o método de Henry Cavendish

Embora a massa da Terra esteja implícita ao declarar o raio e a densidade da Terra, não era comum declarar a massa absoluta explicitamente antes da introdução da notação científica usando potência de 10 no final do século XIX, porque os números absolutos teriam sido muito estranho. Ritchie (1850) fornece a massa da atmosfera da Terra como "11.456.688.186.392.473.000 libras".  (1.1×1019 lb = 5.0×1018 kg, o valor atual é 5.15×1018 kg) e afirma que "em comparação com o peso do globo, esta grande soma diminui até a insignificância".
Os números absolutos para a massa da Terra são citados apenas no início da segunda metade do século XIX, principalmente na literatura popular do que na literatura especializada. Uma dessas cifras iniciais foi dada como "14 setilhões de libras" (14 Quadrillionen Pfund) [6.5×1024 kg] em Masius (1859). Beckett (1871) cita o "peso da terra" como "5.842 quintilhões de toneladas" [5.936×1024 kg]. A "massa da Terra em medida gravitacional" é declarada como "9.81996×63709802" em The New Volumes of the Encyclopædia Britannica (Vol. 25, 1902) com um "logaritmo da massa da Terra" dado como "14.600522" [3.98586×1014]. Este é o parâmetro gravitacional em m3·s−2 (valor atual 3.98600×1014) e não a massa absoluta.
Experimentos envolvendo pêndulos continuaram a ser realizados na primeira metade do século XIX. Na segunda metade do século, eles foram superados por repetições do experimento de Cavendish, e o valor atual de G (e, portanto, da massa da Terra) ainda é derivado de repetições de alta precisão do experimento de Cavendish.
Em 1821, Francesco Carlini determinou um valor de densidade de ρ = 4.39 g/cm3 por meio de medições feitas com pêndulos na região de Milão, Espanha. Este valor foi refinado em 1827 por Edward Sabine para 4.77 g/cm3, e então em 1841 por Carlo Ignazio Giulio para 4.95 g/cm3. Por outro lado, George Biddell Airy procurou determinar ρ medindo a diferença no período de um pêndulo entre a superfície e o fundo de uma mina. Os primeiros testes ocorreram na Cornualha entre 1826 e 1828. O experimento foi um fracasso devido a um incêndio e uma inundação. Finalmente, em 1854, Airy obteve o valor 6.6 g/cm3 por meio de medições em uma mina de carvão em Harton, Sunderland. O método de Airy presumia que a Terra tinha uma estratificação esférica. Posteriormente, em 1883, os experimentos conduzidos por Robert Daublebsky von Sterneck (1839 a 1910) em diferentes profundidades nas minas da Saxônia e da Boêmia, Alemanha forneceram os valores de densidade média ρ entre 6.3 g/cm3. Isso levou ao conceito de isostasia, que limita a capacidade de medir com precisão ρ, seja pelo desvio da vertical de uma linha de prumo ou pelo uso de pêndulos. Apesar da pouca chance de uma estimativa precisa da densidade média da Terra dessa forma, Thomas Corwin Mendenhall em 1880 realizou um experimento de gravimetria em Tóquio, Japão e no topo do Monte Fuji. O resultado foi ρ = 5.77 g/cm3.

### Valor atual
A incerteza no valor atual da massa da Terra deve-se inteiramente à incerteza na constante gravitacional G desde pelo menos a década de 1960. G é notoriamente difícil de medir, e algumas medições de alta precisão durante as décadas de 1980 a 2010 produziram resultados mutuamente exclusivos. Sagitov (1969) com base na medição de G por Heyl e Chrzanowski (1942) citou um valor de MTerra = 5.973(3)×1024 kg (incerteza relativa 5×10−4).
A precisão melhorou apenas ligeiramente desde então. A maioria das medições atuais são repetições do Experimento de Cavendish, com resultados (dentro da incerteza padrão) variando entre 6.672 e 6.676 ×10−11  m3 kg−1 s−2 (incerteza relativa 3×10−4) em resultados relatados desde a década de 1980, embora o valor recomendado do NIST de 2014 é próximo a 6.674×10−11  m3 kg−1 s−2 com uma incerteza relativa abaixo de 10−4. O Astronomical Almanach Online a partir de 2016 recomenda uma incerteza padrão de 1×10−4 para a massa da Terra, MTerra 5.9722(6)×1024 kg.

## Variação
A massa da Terra é variável, sujeita a ganho e perda devido ao acúmulo de material em queda, incluindo micrometeoritos e poeira cósmica e a perda de hidrogênio e gás hélio, respectivamente. O efeito combinado é uma perda líquida de material, estimada em 5.5 × 107 kg (5.4 × 104 toneladas longas) por ano. Essa quantidade é de 10−17
```
da massa total da Terra. A perda líquida anual de 
7007550000000000000♠
5.5
×
10
7
 
kg
 é essencialmente devida a 100.000 toneladas perdidas devido ao 
escape atmosférico
 e uma média de 45.000 toneladas ganhas com a queda de poeira e meteoritos. Isso está bem dentro da incerteza de massa de 0.01% (
7020600000000000000♠
6
×
10
20
 
kg
), então o valor estimado da massa da Terra não é afetado por este fator.
```

A perda de massa é devido ao escape atmosférico de gases. Cerca de 95.000 toneladas de hidrogênio por ano (3 kg/s) e 1.600 toneladas de hélio por ano são perdidas pelo escape atmosférico. O principal fator no ganho de massa é o material em queda, poeira cósmica, meteoros, etc. são os contribuintes mais significativos para o aumento da massa da Terra. A soma do material é estimada em 37.000 a 78.000 toneladas anuais, embora isso possa variar significativamente; para tomar um exemplo extremo, o impactador de Chicxulub, com uma estimativa de massa de ponto médio de 2.3×1017 kg, adicionou 900 milhões de vezes a quantidade anual de poeira à massa da Terra em um único evento.
Mudanças adicionais na massa são devidas ao princípio de equivalência massa-energia, embora essas mudanças sejam relativamente insignificantes. A perda de massa devido à combinação de fissão nuclear e decadência radioativa natural é estimada em 16 toneladas por ano.
Uma perda adicional devido a naves, sondas espaciais e satélites artificiais em trajetórias de escape foi estimada em 65 toneladas por ano desde meados do século XX. A Terra perdeu cerca de 3.473 toneladas nos 53 anos iniciais da era espacial, mas a tendência está diminuindo atualmente.